# Potassio titanil fosfato
Il potassio titanil fosfato, abbreviato con la sigla KTP, è un composto inorganico con la formula KO5PTi. Si presenta come un solido bianco. Il KTP è un importante materiale ottico non lineare comunemente utilizzato per i laser a stato solido pompati a diodi a raddoppio di frequenza come il laser Nd:YAG e altri laser drogati al neodimio.

## Sintesi e struttura
Il composto viene preparato dalla reazione del biossido di titanio con una miscela di KH2PO4 e K2HPO4 vicino a 1300 K. I sali di potassio servono sia come reagenti che come fondente
Il materiale è stato caratterizzato mediante cristallografia a raggi X. Il potassio titanil fosfato ha una struttura cristallina ortorombica. Presenta siti ottaedrici di titanio(IV) e tetraedrici di fosfato; il potassio ha un alto numero di coordinazione. Tutti gli atomi pesanti (titanio (Ti), fosforo (P) e potassio (K)) sono legati esclusivamente da ossidi, che interconnettono questi atomi.

## Aspetti operativi
I cristalli di potassio titanil fosfato sono altamente trasparenti per lunghezze d'onda comprese tra i 350 nm e i 2700 nm, con una trasmissione ridotta fino a 4500 nm, dove il cristallo è effettivamente opaco. Il suo coefficiente di generazione di seconda armonica (SHG) è circa tre volte superiore al diidrogenofosfato di potassio e ha una durezza Mohs di circa 5.
Il potassio titanil fosfato viene utilizzato anche come oscillatore parametrico ottico per la generazione di infrarossi vicini fino a 4 µm. È particolarmente adatto al funzionamento ad alta potenza come oscillatore parametrico ottico grazie alla sua elevata soglia di danno e alla grande apertura del cristallo. 
Il materiale in teoria ha una soglia relativamente alta di danno ottico (~15 J/cm²), un'eccellente non linearità ottica e un'eccellente stabilità termica. In pratica, i cristalli di potassio titanil fosfato devono avere una temperatura stabile per funzionare se vengono pompati a 1064 nm (infrarossi, per emettere 532 nm in verde). Tuttavia, è soggetto a danni fotocromatici (chiamato tracciamento grigio) durante la generazione della seconda armonica a 1064 nm ad alta potenza che tende a limitarne l'uso ai sistemi a bassa e media potenza.
Altri materiali di questo tipo includono arseniato di titanile di potassio (KTiOAsO4).

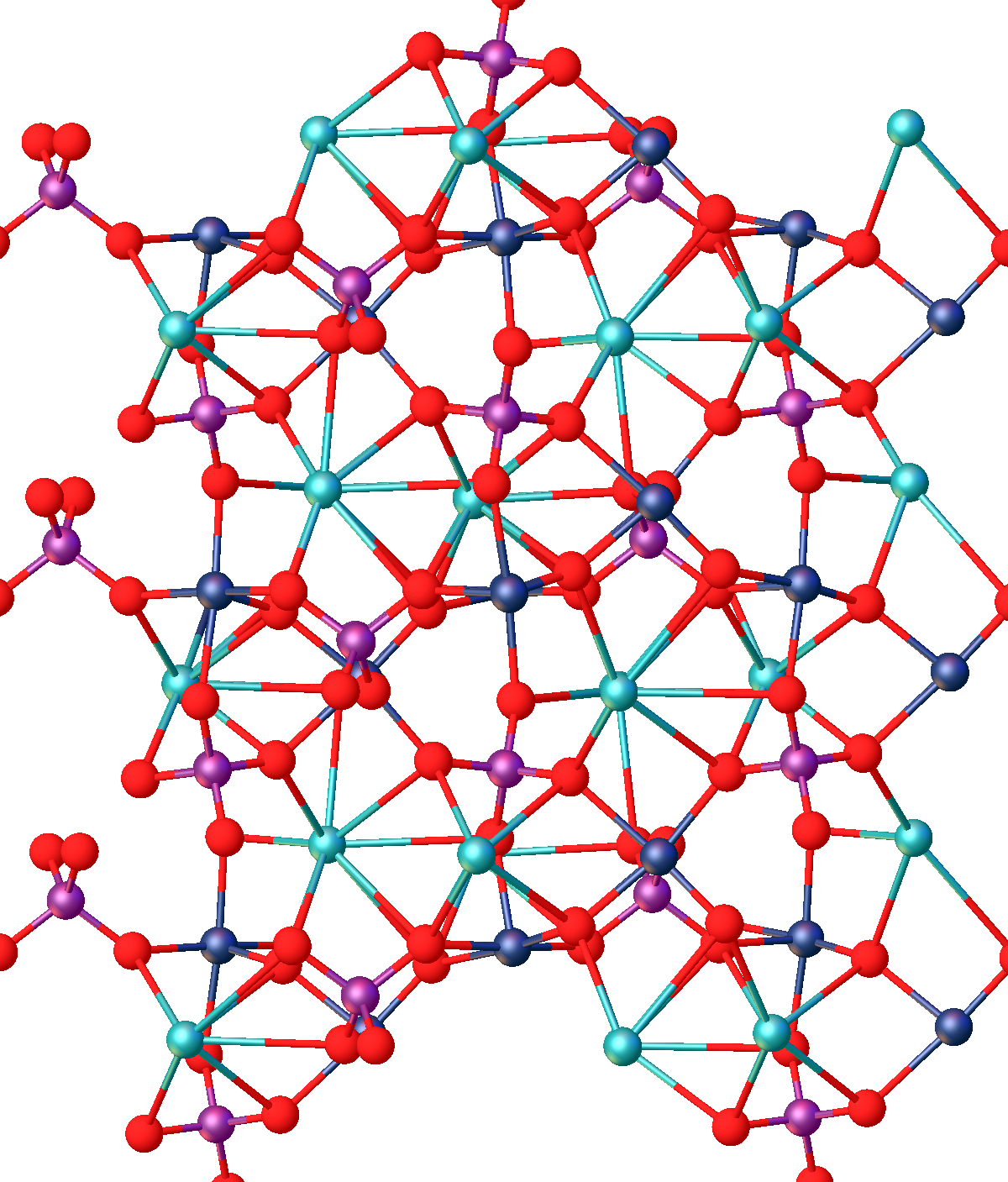
Struttura del KTP vista lunglo l'asse b. Legenda: rosso = O, viola = P, azzurro = K, blu = Ti).

## Alcune applicazioni
Viene utilizzato per produrre "luce verde" per eseguire alcuni interventi di chirurgia laser alla prostata. I cristalli di potassio titanil fosfato accoppiati con i cristalli di granato di alluminio di ittrio drogato al neodimio (Nd:YAG) o ittrio ortovanadato drogato al neodimio (Nd:YVO4) si trovano comunemente nei puntatori laser verdi.
Il potassio titanil fosfato viene anche utilizzato come modulatore elettro-ottico, materiale usato nelle guida d'onda ottiche e negli accoppiatori direzionali.

## Potassio titanil fosfato polarizzato periodicamente (PPKTP)
Il potassio titanil fosfato periodicamente polarizzato (PPKTP) è costituito da potassio titanil fosfato con regioni a dominio commutato all'interno del cristallo usato per varie applicazioni ottiche non lineari e conversione di frequenza. Può essere adattato alla lunghezza d'onda per un'efficiente generazione di seconda armonica, generazione di frequenza somma e generazione di frequenza differenziale. Le interazioni in PPKTP si basano sull'adattamento quasi-in-fase, ottenuto mediante polarizzazione periodica del cristallo, per cui nel materiale viene creata una struttura di domini ferroelettrici regolarmente spaziati con orientamenti alternati.
Il potassio titanil fosfato periodicamente polarizzato è comunemente usato per conversioni di frequenza di tipo 1 e 2 per lunghezze d'onda della pompa di 730-3500 nm.
Altri materiali utilizzati per la polarizzazione periodica sono cristalli inorganici a banda larga come il niobato di litio (che diventa in niobato di litio periodicamente polarizzato, PPLN), tantalato di litio e alcuni materiali organici.
Altri materiali utilizzati per il raddoppio della frequenza laser sono:
- Triborato di litio (LBO), utilizzato per laser DPSS verdi o blu ad alta potenza in uscita
- β-bario borato (BBO), utilizzato per laser blu DPSS ad alta potenza di uscita.